# Platea sclerophylla
Platea sclerophylla är en järneksväxtart som beskrevs av Herman Otto Sleumer. Platea sclerophylla ingår i släktet Platea och familjen Stemonuraceae. Inga underarter finns listade i Catalogue of Life.